# Увек труба — од буђења до повечерја
„Увек труба од буђења до повечерја” је југословенски кратки документарни филм из 1974 године у режији Пеђе Обрадовића. 

## Улоге
| Глумац                 | Улога |
| ---------------------- | ----- |
| Предраг Ивановић       | Лично |
| Фрања Јенц             | Лично |
| Миливоје Мића Марковић | Лично |
| Раде Миливојевић Нафта | Лично |
| Звонимир Скерл         | Лично |